# الكتاب البرتقالي

موقع الكتاب البرتقالي

الكتاب البرتقالي سجل للأدوية التي وافقت إدارة الغذاء والدواء الأمريكية على تسويقها مع ذكر تقديرات المكافئ العلاجي (بالإنجليزية: Orange Book: Approved Drug Products with Therapeutic Equivalence Evaluations)‏ وهو أحد قاعدتي بيانات خاصة بالأدوية والقاعدة الأخرى هي الأدوية في إدارة الغذاء والدواءDruds@FDA.